# Dominique Scali
Dominique Scali, née à Montréal en 1984, est une écrivaine québécoise et journaliste au Journal de Montréal.

## Biographie
Dominique Scali écrit des histoires depuis son enfance. Un road trip en Arizona et un stage en coopération internationale au Mali lui inspirent l'idée d’écrire un roman western qui deviendra son premier livre, À la recherche de New Babylon, publié en 2015. Il est retenu parmi les finalistes des Prix littéraires du Gouverneur général (2015), du Grand Prix du livre de Montréal (2015), du Prix des libraires du Québec (2016) et du Prix des Rendez-vous du premier roman (2015-2016) du Festival du Premier Roman de Chambéry (France). Ce premier roman a été traduit en anglais et en espagnol.
En 2022, elle publie son deuxième roman, Les marins ne savent pas nager, remarqué par la critique et le milieu littéraire au Québec comme en France. Il fait partie du palmarès des 10 romans québécois de 2022 du journal La Presse (Montréal) et des 15 livres québécois de 2022 du journal Le Devoir. Il est l'un des cinq livres finalistes du Prix littéraire des collégiens et des trois livres en lice pour le Prix littéraire France-Québec. Il a remporté le prix Jacques-Brossard de la science-fiction et du fantastique (2023), le Prix des libraires du Québec (2023) ainsi que le prix Imaginales (2023), prix exclusivement consacré au genre fantastique en France.
L'illustration de la couverture du livre Les marins ne savent pas nager, créée par Stéphane Poirier, est aussi remarquée et listée parmi les 20 couvertures préférées de l'année 2022 des Libraires, la coopérative des librairies indépendantes du Québec.

## Œuvres

### Romans
- À la recherche de New Babylon, Éditions La Peuplade, 2015, 462 p.  (ISBN 9782923530956)
  - In Search of New Babylon, traduit du français par W. Donald Wilson, Talonbooks, 2017, 320 p.  (ISBN 9781772011241)
- Les marins ne savent pas nager, La Peuplade, 2022, 728 p.  (ISBN 978-2-925141-19-8)

### Essai
- Ces ados qui nous font mentir, Les Éditions du Journal, Montréal, 2024, 288 p.  (ISBN 9782897612238)

## Prix et distinctions
- 2024 : Finaliste, Prix des cinq continents de la francophonie, pour Les marins ne savent pas nager[15].
- 2023 : Lauréate, Prix des libraires du Québec, catégorie « Roman, nouvelle, récit - Québec » pour Les marins ne savent pas nager[16].
- 2023 : Lauréate, prix Imaginales, catégorie « Roman francophone », pour Les marins ne savent pas nager[17].
- 2023 : Lauréate, prix Jacques-Brossard de la science-fiction et du fantastique, pour Les marins ne savent pas nager[18].
- 2023 : Finaliste, Prix littéraire des collégien·ne·s, pour Les marins ne savent pas nager[19].
- 2023 : Finaliste, Prix France-Québec, pour Les marins ne savent pas nager[20].
- 2023 : Finaliste, Prix Ringuet, catégorie  « Roman, récit et nouvelles », pour Les marins ne savent pas nager[21].
- 2016 : Lauréate, prix du Festival du premier roman de Chambéry, pour À la recherche de New Babylon[22].
- 2015 : Finaliste, Prix littéraires du Gouverneur général 2015, catégorie « Romans et nouvelles », pour À la recherche de New Babylon[23].
- 2015 : Finaliste, Grand prix du livre de Montréal, pour À la recherche de New Babylon[24].